# Antonio Guidi (vescovo)
Antonio Guidi (Medole, ... – 1604) è stato un vescovo cattolico italiano.

## Biografia
Per i suoi servizi resi durante il concistoro del 10 marzo 1574, presieduto da papa Gregorio XIII, venne eletto vescovo di Traù, in Dalmazia. Dopo la sua elezione dovette subire i contrasti dei nobili del luogo che reclamavano i diritti sul castello di Busilinia. Il prelato si oppose e fu portato dinnanzi al Senato della Repubblica di Venezia, che riconobbe al vescovo le sue ragioni, essendo il castello costruito dal vescovo Francesco Marcelli nel 1489. Papa Clemente VIII nel 1595 confermò il vescovo Guidi nei suoi diritti.
Da documenti conservati nella parrocchia di Medole, risulta essere parente con il letterato Ascanio de' Mori da Ceno.